# Посолство на България в Копенхаген
Посолството на България в Копенхаген е официалната дипломатическа мисия на България в Дания. Посланик от 2009 г. насам е Руси Иванов.
То е разположено на ул. „Gamlehave Alle“ № 7. Връзки с посолството: тел.: (+45) 39 64 24 84 и (+45) 39 63 38 72; факс: (+45) 39 63 49 23; e-mail: embassy@bgemb.dk; secretary@bgemb.dk, по консулски въпроси: consul@bgemb.dk.

## Състав на мисията
- Руси Иванов – извънреден и пълномощен посланик на Република България в Кралство Дания.
- Николай Трифонов – пълномощен министър, политически въпроси
- Стефан Стойков – аташе, завеждащ Консулската служба
- Любомир Цветков – преводач-секретар

## Посланици на България в Дания
- Веселин Беломъжов – посланик (1973 – 1977)
- Асен Павлов – посланик (1977 – 1983)
- Атанас Чиляшев – посланик (1983 – 1986)
- Иван Спасов – посланик (1986 – 1990)
- Светла Попова – посланик (1990 – 1993)
- Никола Карадимов – посланик (1993 – 1997)
- Крум Славов – посланик (1997 – 2001)
- Проф. Димо Димов – посланик (2001 – 2005)
- Иван Димитров – посланик (2005 – 2009)
- Валентин Порязов – посланик (2009 – 2014)
- Руси Иванов – посланик (2014 –)